# ایندان
ایندان (به انگلیسی: Indane) با فرمول شیمیایی C9H10 یک ترکیب شیمیایی با شناسه پاب‌کم 10326 است. که جرم مولی آن 118.176 g/mol می‌باشد. شکل ظاهری این ترکیب، مایع بی‌رنگ روشن است.